# Ka-Ching!
Singles de Shania Twain
I'm Gonna Getcha Good!
(2002) Forever and for Always
(2003)
Pistes de Up!
I'm Jealous Thank You Baby! (for Makin' Someday Come So Soon)
Ka-Ching ! est le deuxième single international de l'album sorti en 2002 Up !de la chanteuse canadienne Shania Twain. La chanson a été écrite par Robert John "Mutt" Lange et Shania Twain. Ka-Ching! était la deuxième version pour l'Europe centrale et les marchés américains à la suite de I'm Gonna Getcha Good! "Ka-Ching! est devenu l'un des singles les plus connus de Shania Twain en Europe à ce jour. La chanson traite la culture de la consommation à travers l'Amérique du boom des années 1990 et le début des années 2000 avant que les Américains ne soient en faillite. La ligne, tout ce que nous voulons toujours plus est le thème général de la chanson.